# Paulina Bazán
Paulina Haydeé Bazán Chocos (Lima, 7 de octubre de 1999) es una actriz y celebridad de Internet peruana, que obtuvo reconocimiento por interpretar el personaje estelar de Stephanie Quiroz en la telenovela cómica Papá en apuros y por haber protagonizado las películas Extripador de idolatrías, Tiempos futuros, Pisahueco y La migración.

## Biografía
Paulina Bazán nació el 7 de octubre de 1999 en Magdalena del Mar, distrito de la provincia de Lima, bajo el nombre de Paulina Haydeé Bazán Chocos. Es la hija del exfutbolista Francisco 'Paco' Bazán; hija de Karina Chocos, esta última quién se desempeña como nutricionista; e hijastra de Susana Alvarado, vocalista de Corazón Serrano. [cita requerida]
Realizó sus estudios escolares en el Colegio Parroquial San Juan María Vianney[cita requerida] y tras concluir, comenzó a estudiar en la facultad de artes escénicas en la Pontificia Universidad Católica del Perú, complementando con sus talleres de teatro en la Asociación Cultural Yuyackani.
Comenzó su carrera artística a los trece años, haciendo su debut actoral con la película Extirpador de idolatrías en el año 2014, interpretando el personaje de la Niña. Pero no fue hasta el año 2018, cuando Bazán asume por primera vez el protagónico de la otra producción local La migración del argentino Ezequiel Acuña, con su personaje de Sofía, una estudiante de escuela y compartió el rol junto al actor Santiago Pedrero. Gracias a su talento en la ficción, le ha permitido a Bazán a participar como coprotagonista del largometraje Pisahueco en el papel de Francesca y compartió escena con el primer actor Oswaldo Salas.
Bazán inicia su etapa profesional en el teatro peruano participando en la adaptación de Relatos salvajes bajo la dirección de Ana Julia Marko en el año 2022. También participó en el reparto principal del montaje juvenil La película que nunca hicimos y protagonizó el otro formato Morirás virgen bajo el personaje de Inés, quién al lado de su hermana mayor Rosario está encerrada en su casa, bajo las restricciones de su hermana Adela, y sería ayudada por ésta primera para vivir libre como se merece durante los años 1990.
Previo a ello, fue parte del reparto principal de la cinta Tiempos futuros en 2021, bajo el papel de Raiza, la hija del protagonista Luis, interpretado por el actor Fernando Bacilio y tras el éxito del proyecto, obtuvo la nominación de los Premios Luces en la categoría «Mejor actriz de cine» al año siguiente. Adicionalmente, fue protagonista de la otra ficción Antonia en la vida, interpretando a Valeria, la hija de la madre de familia mencionada, que gracias a su actuación, fue nominada en la categoría «Mejor actriz de reparto» por parte de los Premios APRECI de la Asociación Peruana de Prensa Cinematográfica,siendo presentada en otras ciudades como Trujillo y Cuzco.
En el año 2023, participó en el coprotagónico de la obra teatral cómica En ésta obra nadie llora, escrita por la actriz y dramaturga Mariana de Althaus. Además, Bazán protagonizó la microobra ¿Sólo amigos? al lado del actor de teatro peruano Eduardo Albarracín, caracterizando el rol de Fiorella, la mejor amiga de Cristian, quién le propuso a perder la virginidad, que prácticamente eran más que amigos. Bazán continuó participando en las siguientes producciones Amor al cubo y El secreto de San Lucas ese año.
Tras concluir sus proyectos en el teatro y nueve años de vida artística, Bazán participa por primera vez en la televisión nacional, sumándose al reparto principal de la telenovela peruana Papá en apuros a finales de año, alcanzando el estrellato con su personaje de Stephanie Quiroz, una estudiante de preparatoria y hermana menor de Matías «el Toyo» y Jonathan Quiroz, quién a su vez está enamorada del cadete coprotagonista, Cristóbal Seminario, interpretado por el actor José Miguel Argüelles.
Al año siguiente, Bazán fue acreditada en el reparto principal del remake de la telenovela Pituca sin lucas en el papel de Micaela Gallardo.
Asimismo, Bazán es fundadora del colectivo teatral La Real Compañía Estólida, junto a compañeros egresados de la Especialidad de Teatro de la Facultad de Artes Escénicas de la PUCP.

## Filmografía

### Cine
| Año  | Título                   | Rol       | Notas                             |
| ---- | ------------------------ | --------- | --------------------------------- |
| 2014 | Extirpador de idolatrías | Niña      | Rol coprotagónico y debut actoral |
| 2018 | La migración             | Sofía     | Rol protagónico                   |
| 2018 | Pisahueco                | Francesca | Rol protagónico                   |
| 2021 | Tiempos futuros          | Raiza     | Rol coprotagónico                 |
| 2022 | Antonia en la vida       | Valeria   | Rol protagónico                   |
| 2023 | Héroes de casco azul     |           | Rol principal                     |

### Televisión
| Año       | Título           | Rol                      | Notas         | Emisión           |
| --------- | ---------------- | ------------------------ | ------------- | ----------------- |
| 2023-2024 | Papá en apuros   | Stephanie Quiroz Pacheco | Rol principal | Latina Televisión |
| 2024      | Pituca sin lucas | Micaela Gallardo         | Rol principal | Latina Televisión |

## Teatro
- Relatos salvajes (2022) como Romina (rol principal).
- La película que nunca hicimos (2022) como Productora (coprotagónico).
- Morirás virgen (2023) como Inés (protagónico).
- En esta obra nadie llora (2023) como Ayudante de Marcela (coprotagónico).
- ¿Sólo amigos? (2023) como Fiorella (protagónico).
- Amor al cubo (2023) como Chica (protagónico).
- El secreto de San Lucas (2023) como la Nieta (rol principal).
- Asimetrías 2.0 (2023) como Celi (protagónico).

## Premios y nominaciones
| Año  | Premios                      | Categoría                 | Trabajo            | Resultado | Ref.   |
| ---- | ---------------------------- | ------------------------- | ------------------ | --------- | ------ |
| 2020 | Premios APRECI               | «Mejor actriz»            | La migración       | Nominada  | [ 23 ] |
| 2021 | Premios Luces de El Comercio | «Mejor actriz de cine»    | Tiempos futuros    | Nominada  | [ 13 ] |
| 2022 | Premios APRECI               | «Mejor actriz de reparto» | Antonia en la vida | Nominada  | [ 14 ] |